# Andizan (provincie)

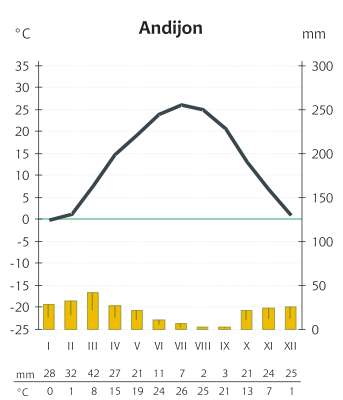
Klimatogram van Andijon

De viloyat Andizan (Oezbeeks: Andijon viloyati; de Russische benaming oblast Andizan is ook nog veel in gebruik) is de meest oostelijke viloyat (provincie) van Oezbekistan en ligt in het oosten van de Vallei van Fergana tegen de grens met Kirgizië.
Met bijna 689 inwoners per km² is het de dichtsbevolkste provincie.
Het klimaat in de provincie is sterk continentaal met koude winters en hete zomers.

## Economie
De economie in de regio is vooral gericht op het delven van grondstoffen, de verwerking van katoen en de voedselproductie.
In de regio worden aardgas en aardolie gewonnen. Hiervoor zijn ook enkele raffinaderijen aanwezig. Ook wordt er kalk gewonnen.
De industrie bestaat vooral uit metaalbewerking, machinebouw, chemische industrie, het ontkorrelen van katoen, voedselindustrie (meelverwerking en dierenvoer). In Asaka werd de eerste autoassemblagefabriek van Centraal-Azië geopend, een fabriek van UzDaewooAuto (een joint venture tussen de Oezbeekse overheid en Daewoo).
De landbouw richt zich vooral toe op het verbouwen van katoen, graan, wijn en groentes. Hiervoor is een omvangrijk irrigatiesysteem aangelegd in de provincie, met een groot kunstmatig waterbekken; het Andizanbekken met een capaciteit van 1,9 km³.

## Demografie
Andizan telt ongeveer 2.950.000 inwoners (2017).
In 2017 werden er in totaal 68.800 kinderen geboren. Het geboortecijfer bedraagt 23,4‰. Er stierven in dezelfde periode 15.100 mensen. Het sterftecijfer bedraagt 5,1‰. De natuurlijke bevolkingstoename is +53.700 personen, ofwel +18,3‰.
De gemiddelde leeftijd is 28,5 jaar (2017). Daarmee is de gemiddelde leeftijd van de provincie gelijk aan de rest van Oezbekistan.

## Bestuurlijke indeling
districten (tuman) met hun hoofdstad:
1. Andizan (Kuyganyor)
2. Asaka (Asaka)
3. Baliqchi (Baliqchi)
4. Buloqboshi (Buloqboshi)
5. Bo`z (Bo`z)
6. Jalolquduq (Oxunboboyev)
7. Izboskan (Poytug`)
8. Marhamat (Marhamat)
9. Oltinko`l (Oltinko`l)
10. Paxtaobod (Paxtaobod)
11. Ulug`nor (Oqoltin)
12. Xo`jaobod (Xo`jaobod)
13. Shahrixon (Shahrixon)
14. Qo`rg`ontepa (Qo`rg`ontepa)

De steden Andizan, Asaka, Xonobod, Shahrixon en Qorasuv vallen direct onder het provinciebestuur.
Andizan · Buchara · Fergana · Jizzax · Namangan · Navoiy · Qashqadaryo · Samarkand · Sirdarjo · Surxondaryo · Tasjkent · Xorazm

Stad: Tasjkent

Autonome republiek: Karakalpakstan